# Alban Berg
Alban Berg (Wenen, 9 februari 1885 – aldaar, 24 december 1935) was een Oostenrijks componist.
Berg studeerde van 1904 tot 1910 bij Arnold Schönberg en wordt samen met zijn leraar en Anton Webern gerekend tot de Tweede Weense School. Berg trouwde met de zangeres Helene Nahowski (1885-1976), een dochter van Anna Nahowski en, naar algemeen wordt aangenomen, van keizer Frans Jozef I van Oostenrijk.
Berg maakte eerst gebruik van vrije atonaliteit en later van strikte twaalftoonstechnieken, en combineerde dit met een gestiek die, niettegenstaande het expressionistische karakter, geregeld aan de laatromantische muziek van Gustav Mahler doet denken.

## Oeuvre van Alban Berg

### Eigen composities
- Ongeveer 140 liederen uit zijn jeugd, waarvan zijn gepubliceerd:
  - Zeven vroege liederen (Sieben frühe Lieder), voor lage stem en piano, 1905-1908 (herzien en georkestreerd in 1928; pianoversie 1928)
    - Nacht (tekst Carl Hauptmann)
    - Schilflied (tekst Nikolaus Lenau)
    - Die Nachtigall (tekst Theodor Storm)
    - Traumgekrönt (tekst Rainer Maria Rilke)
    - In Zimmer (tekst Johannes Schlaf)
    - Liebesode (tekst Otto Erich Hartleben)
    - Sommertage (tekst P. Hohenberg)
- Schliesse mir die Augen beide (tekst Th. Storm), voor lage stem en piano (twee versies) (1907; gepubliceerd 1930)
- An Leukon (tekst Johann Gleim), voor lage stem en piano (1908)
- Twaalf variaties voor piano op een eigen thema (Zwölf Klaviervariationen über ein eigenes Thema) in C (1907-1908; gepubliceerd 1930)
- Sonate voor piano, opus 1 (1907-1908; eerste uitvoering op 24 april 1911 te Wenen)
- Vier liederen voor een zangstem met piano (Vier Lieder für eine Singstimme mit Klavier), opus 2, uit 'Dem Schmerz sein Recht' (Friedrich Hebbel) en 'Der Glühende' (Alfred Mombert) (1908-1909):
  - Schlafen, schlafen (tekst Friedrich Hebbel)
  - Schlafend trägt man mich in mein Heimatland (tekst Alfred Mombert)
  - Nun ich der Riesen Stärksten überwand (tekst Alfred Mombert)
  - Warm die Lüfte, es sprießt das Gras (tekst Mombert)
- Strijkkwartet, opus 3 (1910; eerste uitvoering op 24 april 1911 te Wenen)
- Vijf orkestliederen naar prentbriefkaartteksten van Peter Altenberg (Fünf Orchesterlieder nach Ansichtskarten-Texten von Peter Altenberg)(ook bekend als Altenberglieder), opus 4 (1912; twee delen voor het eerst uitgevoerd op 31 maart 1913 te Wenen o.l.v. Arnold Schönberg); volledige uitvoering voor het eerst in 1952 te Rome o.l.v. Jascha Horenstein):
  - Seele, wie bist du schöner
  - Sahst du nach dem Gewitterregen
  - Über die Grenzen des All
  - Nichts ist gekommen
  - Hier ist Friede
- Vier stukken voor klarinet en piano (Vier Stücke für Klarinette und Klavier), opus 5 (1913; eerste uitvoering op 17 oktober 1919 te Wenen)
- Drie stukken voor orkest (Drei Orchesterstücke), opus 6 (1914; eerste uitvoering van deel 1 en 2 op 5 juni 1923 te Berlijn o.l.v. Anton Webern; alle drie delen voor het eerst uitgevoerd op 14 april 1930 te Oldenburg o.l.v. J. Schüler):
  - Präludium
  - Reigen
  - Marsch
- Orkestratie van drie stukken uit de Lyrische stukken (delen 2 t/m 4) (1928; eerste uitvoering in Berlijn op 31 januari 1929 o.l.v. Jascha Horenstein)
- Wozzeck, opera in 3 akten (15 scènes), opus 7 (tekst naar Büchner) (1917-1922; eerste uitvoering op 14 december 1925 te Berlijn o.l.v. Erich Kleiber)
- Drie scènes uit Wozzeck (Drei Bruchstücke aus Wozzeck), voor sopraan en orkest (1924; eerste uitvoering op 11 juni 1924 te Frankfurt o.l.v. Hermann Scherchen)
- Kamerconcert voor piano en viool met 13 blazers (Kammerkonzert für Klavier und Geige mit 13 Bläsern) (1923-1925; eerste uitvoering op 27 maart 1927 te Berlijn o.l.v. Hermann Scherchen)
- Bewerking van het tweede deel van het Kamerconcert (Adagio) als Trio voor viool, klarinet en piano (1935)
- Schliesse mir die Augen beide (Theodor Storm) (1925; tweede zetting)
- Lyrische Suite voor strijkkwartet (1925-1926; eerste uitvoering op 8 januari 1927 te Wenen door het Kolisch Kwartet)
- Drie stukken uit de Lyrische Suite, voor strijkorkest (delen 2 tot en met 4) (eerste uitvoering op 31 januari 1929 te Berlijn o.l.v. Jascha Horenstein)
- Der Wein (tekst: Charles Baudelaire in de vertaling van Stefan George), concertaria voor sopraan en orkest (1929; eerste uitvoering in Frankfurt op 4 juni 1930 door R. Herlinger o.l.v. Hermann Scherchen)
- In deines Lebens fünfzig Jahren. Alban Berg an das Frankfurter Opernhaus. Felicitatiecanon voor het vijftigjarig bestaan van het Frankfurter Opernhaus (1930)
- Lulu. Opera in 3 aktes naar de tragedies Erdgeist en Die Büchse der Pandora van Frank Wedekind (1929-1935; met onvoltooide derde akte; eerste uitvoering op 2 juni 1937 te Zürich o.l.v. R.F. Denzler; derde akte voltooid door Friedrich Cerha in 1979 en in volledige vorm op 24 februari 1979 o.l.v. Pierre Boulez uitgevoerd met Teresa Stratas in de rol van Lulu)
- Symfonische delen uit de opera Lulu (Fünf Symphonische Stücke) voor sopraan en orkest (1934; eerste uitvoering op 30 november 1934 te Berlijn o.l.v. Erich Kleiber)
- Vioolconcert 'Ter nagedachtenis aan een engel' ('Dem Andenken eines Engels') - opgedragen aan Manon Gropius - (1935; eerste uitvoering op 19 april 1936 te Barcelona met Louis Krasner o.l.v. Hermann Scherchen)

### Bewerkingen
- Franz Schreker, Der ferne Klang (klavieruittreksel) (Wenen, 1911)
- Arnold Schönberg:
  - Gurre-Lieder (klavieruittreksel) (Wenen, 1912)
  - Litanei en Entrückung uit het Strijkkwartet nr.2 in fis, opus 10 (bewerkt voor zangstem en klavier; Wenen, 1921)
- Johann Strauss II, Wein, Weib und Gesang, opus 333 (bewerkt voor klein orkest) (Wenen, 1921)